# Лада из страны берендеев
«Лада из страны берендеев» — советский музыкальный телевизионный фильм-сказка, созданный на Киностудии имени А. Довженко в 1971 году. Телепремьера состоялась 20 апреля 1972 года.

## О фильме
Вокальные партии в фильме исполнили знаменитые украинские оперные певицы Диана Петриненко, Галина Туфтина, Клавдия Радченко и др. Фильм стал кинодебютом актрисы Светланы Пелиховской.
Телефильм снят по мотивам одноимённого произведения советского драматурга Александра Филимонова. Фильмоним «Лада из страны берендеев» содержит отсылку к выдуманной стране, что характерно для фильмов-сказок (Лукоморье, Тридевятое царство и пр.).

## Сюжет
Девушка Лада из страны берендеев сбежала от своей бабушки Бабы Яги и оказалась в чужом королевстве. В нём проходит конкурс певиц, где победителем должна стать дочь местного короля. Для этого подкуплены судьи жюри, добавлены подсадные зрители и даже нанят снайпер.

## В ролях
- Светлана Пелиховская — Лада
- Майя Булгакова — бабушка Лады, добрая Баба-Яга
- Николай Гринько — Дон Педро, министр утонченных церемоний
- Николай Яковченко — Король Магнум IV
- Владимир Дальский — Альфонсо, кабатчик
- Нина Антонова — Маггот, принцесса
- Иван Миколайчук — Рей, волшебник
- Арсен Рычков — гном Пузик
- Раиса Недашковская — певица Гамаюн
- М. Орлова — певица Сирин
- Маргарита Кошелева — певица Сцилла
- Ахсар Ванеева — певица Харибда
- Мехри Абдуллаева — певица Шахерезада
- Лев Перфилов — пират-судья певческого конкурса
- Николай Панасьев — пират-судья певческого конкурса
- Олег Комаров — пират-судья певческого конкурса
- Вячеслав Воронин — пират-судья певческого конкурса
- Владимир Волков — начальник тюрьмы
- Евгения Опалова — королева-бабушка
- Людмила Алфимова — монашка
- Борислав Брондуков — снайпер
- Вадим Голик — пират
- Лев Окрент — плотник

## Песни исполняют
- Диана Петриненко — Лада
- Галина Туфтина
- Валентина Куприна
- Клавдия Радченко
- Анна Ярыш
- С. Канаева
- Г. Кондратюк
- К. Столяр